# Börsteler Wald und Teichhausen
Börsteler Wald und Teichhausen este o arie protejată (sit de importanță comunitară — SCI) din Germania întinsă pe o suprafață de 140,61 ha, integral pe uscat.

## Localizare
Centrul sitului Börsteler Wald und Teichhausen este situat la coordonatele 52°38′59″N 7°43′01″E / 52.6497°N 7.7169°E.

## Înființare
Situl Börsteler Wald und Teichhausen a fost declarat sit de importanță comunitară în ianuarie 2005 pentru a proteja 1 specie de animale.

## Biodiversitate
Situată în ecoregiunea atlantică, aria protejată conține 8 habitate naturale: Ape stătătoare oligotrofe până la mezotrofe, cu vegetație de Littorelletea uniflorae și/sau de Isoëto-Nanojuncetea, Cursuri de apă de la nivel de câmpie la nivel montan, cu vegetație Ranunculion fluitantis și Callitricho-Batrachion, Pajiști umede nord-atlantice cu Erica tetralix, Pajiști uscate europene, Mlaștini turboase de tranziție și turbării mișcătoare, Depresiuni pe substraturi de turbă de Rhynchosporion, Păduri de fag Luzulo-Fagetum, Păduri aluvionare cu Alnus glutinosa și Fraxinus excelsior (Alno-Padion, Alnion incanae, Salicion albae).
La baza desemnării sitului se află o specie protejată de  nevertebrate: rădașcă (Lucanus cervus).